# Тефт
Тефт (перс. تفت‎) — город в центральном Иране, в провинции Йезд. Административный центр шахрестана Тефт. По данным переписи 2006 года население города составляло 15 329 человек.

## Этимология
Доктор Мохаммад Ибрахим Бастани-Паризи (Mohammad Ibrahim Bastani Parizi), историк и автор большинства современных трудов по истории Ирана, название города «Тефт» связывает с жарой, пустыней. Слово «тефт» в большинстве словарей означает: «горячий, тёплый, с высокой температурой». В книге Гияс (Гийас), изданной в Индии, Тефт упоминается как корзина, наполненная цветами и фруктами. Можно сказать, с учётом географических условий, последнее представляется более согласующимся с расположением города Тефт. Подобная концепция также была — это мелкие круглые корзины из палочек или листьев с плодами помещёнными в неё. Поэтому «тефт» определяют как «корзина с фруктами».

## История
Первые упоминания о городе Тефт относятся к XV веку.

## Климат
Город известен своим приятным климатом, водой и выращиванием фруктов, особенно граната и винограда. Сухое русло, заполняемое сезонно, делит город пополам на два соперничающих квартала — Гермсир и Сардсир.

В переводе с персидского перс. گرمسیر‎ — гермсир означает «тёплая область» или «летнее пастбище»; перс. سردسیر‎ — сардсир означает «холодная область» или «зимнее пастбище»

## Достопримечательности
- Гора Орёл. Напоминает сидящего со сложенными крыльями орла.
- Комплекс Шах Вали. Включает в себя историческую площадь, мечеть, мавзолей, место для хранения воды, рынок и школу. Мечеть «Ханш Бегум» построена шахом Тахмасп в честь сестры.
- Ледник Тезерджан[8].
- Гора Арнан (Arnan).
- Водяная мельница.
- Историческая деревня Ислами (Фрашах) (Eslamieh [Frashah]).
- Замок Ислами (Eslamieh).
- Рынок Тафт.
- Водяная мельница в Ислами (Eslamieh перс. آسیاب آبی اسلامیه ‎).
- Историческая деревня Муртаза Али.
- Пещера в Ислами (Eslamieh).
- Сад Али Наки Хан.
- Сад Гольшан.
- Фонтан Тамхр (Tamhr).
- Замок Шавази (Shavazi).
- Мавзолей шейха Али Блиман (Ali Blyman).
- Старый платан в Ислами (Eslamieh).
- Старые дома.
- Мечеть Бидакид (Bydakhvyd).
- Караван-сарай Дехшир (Dehshir).
- Мавзолей шейха Джонаид Туран.
- Хранилище воды в горах (дорога десятке).
- Хранения воды Бралсвих (Bralsvyh).
- Мечеть Ислами (Eslamieh).
- Мечеть Tzrjan.
- Мечеть Надушан (Nadooshan).
- Замок Надушан Nadooshan.
- Воздушный Замок Пехлеван. Расположен юго-западнее Тафта, на дороге ведущей в долину Гаан и на гору Милак. Замок возведён в доисламский период в труднодоступной местности; главный материал, использовавшийся при строительстве — кирпич. Во внутренней территории замка всё ещё различимы руины ветряных мельниц[9].
- Водопад Дарахгахан (Darah Gahan) в долине Гаан[7].